# Jonesville (Vermont)
Jonesville es un área no incorporada ubicada en el condado de Chittenden en el estado estadounidense de Vermont. Pertenece al pueblo de Richmond.

## Geografía
Jonesville se encuentra ubicado en las coordenadas 44°23′02″N 72°56′15″O / 44.38389, -72.93750.